# Teatre romà de Benevent

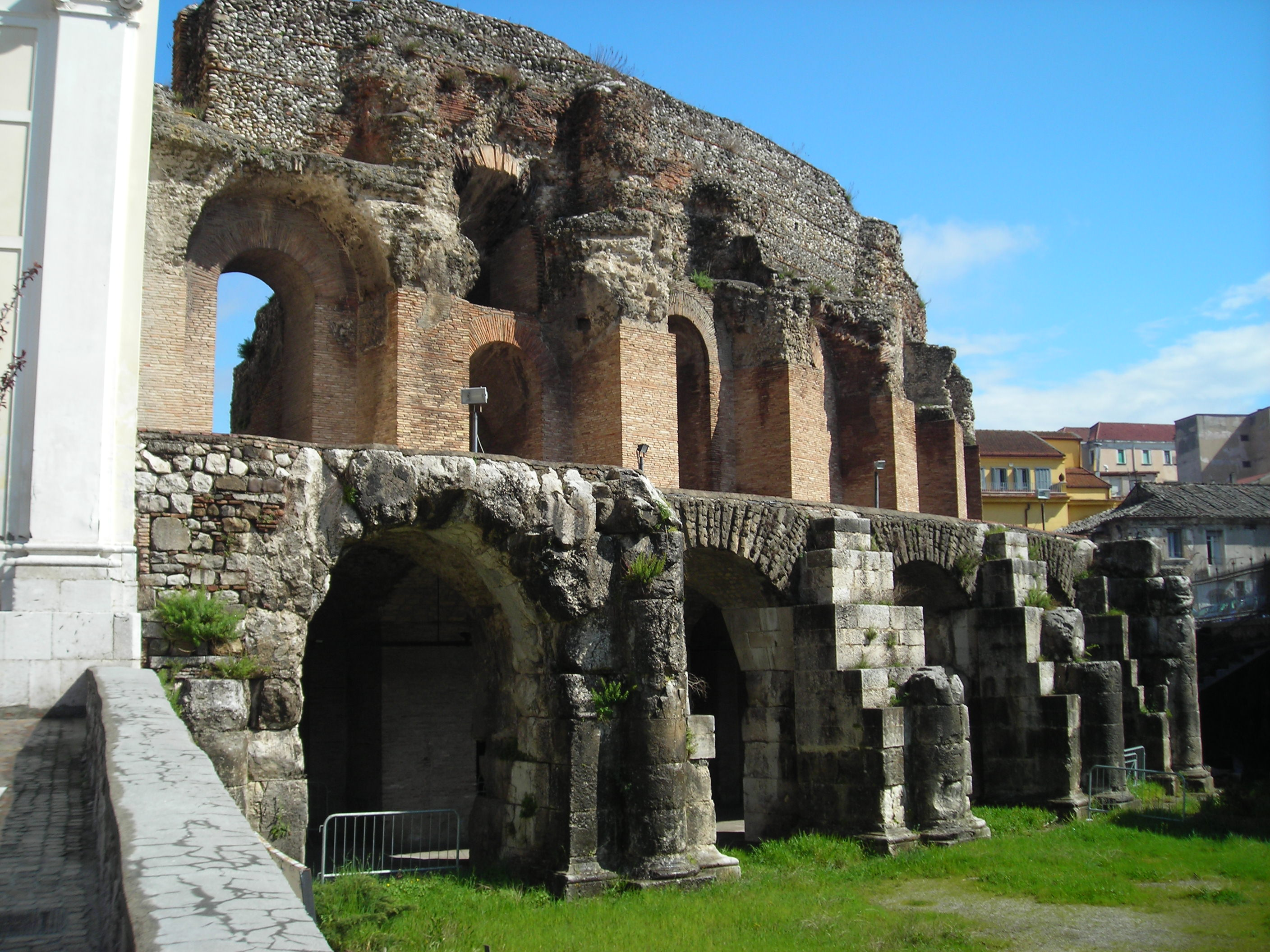
Teatre romà de Benevent

El Teatre romà de Benevent va ser construït el segle ii, sota l'emperador Hadrià. Està situat a la població italiana de Benevent (Campània). La planta del teatre és semicircular i presenta unes dimensions grans: diàmetre de 90 metres i amb una capacitat d'uns 15.000 espectadors.